# اسماعیل‌کلا کوچک
اسماعیل‌کلا کوچک، روستایی است از توابع بخش مرکزی شهرستان جویبار در استان مازندران ایران.

## جمعیت
این روستا در دهستان حسن‌رضا قرار داشته و براساس آخرین سرشماری مرکز آمار ایران که در سال ۱۳۸۵ صورت گرفته، جمعیت آن ۴۸۹نفر (۱۲۲خانوار) بوده‌است.